# Castor Oil
Castor Oil   ()Castor Oyl és un personatge de la sèrie de còmics i d'animació Popeye creat per Elzie Crisler Segar. De fet, Castors Oil va aparèixer a la sèrie The Thimble Theatre que va començar uns 10 anys abans de l'aparició de Popeye i on inicialment va tenir el paper principal.
És el germà gran de l’Olivia; és petit d'alçada, ambiciós, autoritari, cínic, obstinat i presumptuós. Els trets autoritaris s'accentuen amb el temps.

## El personatge (arc de la història de Segar)
El personatge és inicialment un dels protagonistes, i s'enfronta a diverses aventures. Posteriorment va fundar amb Braccio de Ferro una agència de recerca, i així successivament. Al final de diverses vicissituds, Castor Oyl i Braccio de Ferro se separen, tot i que romanen en bones relacions. Castor Oyl es converteix en el cap d'una poderosa agència de recerca, "la millor del món", com Castor diu en la seva manera típicament mancada de modèstia.
En els dibuixos animats del primer i segon període el personatge no apareix.